# 李树彝
李树彝（1899年—1932年），又名李却非，曾用名李焕业，湖南酃縣人。中国共产党早期领导人。

## 生平
清朝宣统二年（1920年），在北京大学法律系读书时开始参加进步学生运动。1919年5月4日，参加天安门广场的集会和游行。5月，任天津学生联合总指导会指导委员、《学生联合会报》副总编。1920年，受李大钊派遣到保定创办工人夜校，后加入早期共产主义组织。1921年，到唐山从事工人运动。1922年5月，以平奉铁路工会代表身份到广州参加第一次全国劳动大会。同时，参加中国社会主义青年团第一次全国代表会，被选为中国社会主义青年团组织部长。1923年3月，任广州市总工会理事，指导船舶和铁路工人分别成立工人夜校和行动委员会。1923年5月以后，他到济南以教书为职业，继续从事革命活动。1924年6月，在广东惠州发动商务工人反对渔业贩卖行为，开展罢工、罢市斗争。1924年，他被组织调往江西安源路矿工人俱乐部工作，在工人补习学校第三分校任主事。1926年8月，成立酃县特别支部成立，任书记。1927年10月，他由湖南省委介绍上了井冈山，并在湘赣边界特委工作。1928年5月恢复了被破坏的中共酃县县委并任书记。1932年8月被捕，后四肢砍断，割掉舌头，丢在治河的沙洲上。